# Nanosius chloroticus
Nanosius chloroticus är en insektsart som beskrevs av Melichar 1896. Nanosius chloroticus ingår i släktet Nanosius och familjen dvärgstritar. Inga underarter finns listade i Catalogue of Life.